# (11612) Obu
(11612) Obu est un astéroïde de la ceinture principale.

## Description
(11612) Obu est un astéroïde de la ceinture principale. Il fut découvert le 21 décembre 1995 à Kuma Kogen par Akimasa Nakamura. Il présente une orbite caractérisée par un demi-grand axe de 2,90 UA, une excentricité de 0,17 et une inclinaison de 7,2° par rapport à l'écliptique.

## Compléments